# Сукманіха
Сукмані́ха (рос. Сукманиха) — присілок у складі Щолковського міського округу Московської області, Росія.
Стара назва — Санаторій Сукманіха.

## Населення
Населення — 201 особа (2010; 13 2002).
Національний склад (станом на 2002 рік):
- росіяни — 92 %